# Katona Lajos (néprajzkutató)
Katona Lajos (Vác, 1862. június 2. – Budapest, 1910. augusztus 3.) néprajzkutató, filológus, irodalomtörténész, a Magyar Tudományos Akadémia levelező tagja (1901), egyetemi tanár. A 19. század végi magyar néprajztudomány iskolateremtő egyénisége volt, aki munkásságával megvetette a korszerű szintetizáló és összehasonlító szövegfolklorisztika tudományos alapjait, hatása különösen a magyar népmesekutatásra jelentős. Irodalomtörténészi, filológusi munkássága elsősorban a közép- és újkori magyar kódexirodalomra, prédikációk és vallásos példabeszédek (exemplumok) szövegkritikai elemzésére irányult. Thuránszky Irén (1859–1947) pedagógus férje.

## Családja
Katona István és Kolleda Karolina fiaként született. 1896-ban kötött házasságot Thuránszky Irénnel, akitől egy leánygyermeke, Irén született.

## Életútja
Régi váci iparoscsaládból származott, korán félárvaságra jutott, s édesanyja, valamint nagybátyja taníttatta. Gimnáziumi tanulmányait Vácott a piaristáknál, majd 1878-tól Esztergom bencés gimnáziumában végezte. 1880 és 1883 között a Budapesti Tudományegyetemen folytatott tanulmányokat, majd az 1883/1884-es tanévben a váci egyházmegyei szeminárium papnövendéke volt. A szemináriumból kilépve 1884–1885-ben ismét a fővárosi, majd 1885–1887-ben a Grazi Egyetemen tanult. Ez utóbbi helyen szerezte meg bölcsészdoktori oklevelét 1887-ben, s a pécsi állami főreáliskola tanára lett. 1889-ben Budapesten középiskolai tanári oklevelét is megszerezte, s ugyanettől az évtől a II. kerületi római katolikus főgimnázium, illetve internátusa, a Ferenc József Nevelőintézet francia–német–latin szakos tanára volt egészen 1909-ig. Ezzel egyidejűleg, 1900-ban szerzett magántanári képesítést a Budapesti Tudományegyetemen, s az összehasonlító irodalomtörténet előadója lett, 1908-tól haláláig pedig a magyar irodalomtörténet nyilvános rendes tanáraként oktatott az intézményben. Halálát szívelégtelenség okozta.

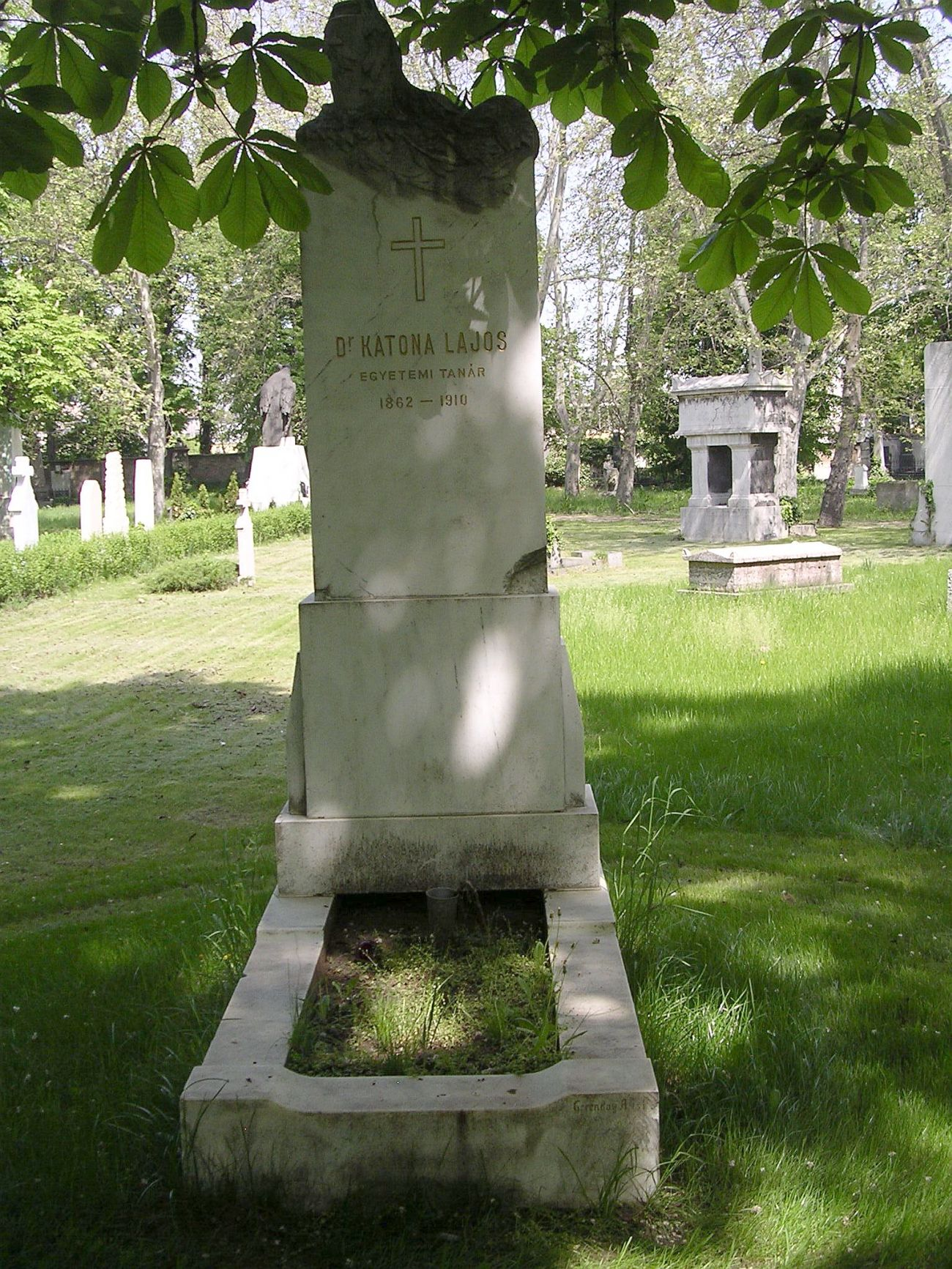
Sírja a Fiumei úti sírkertben (17-1-1-33)

## Munkássága
A magyarországi pozitivista filológiai kutatások egyik legjelesebb alakja volt, elsősorban összehasonlító folklorisztikával foglalkozott. Korai halála megakadályozta nagyívű komparatisztikai tervei végrehajtásában, főként összehasonlító népmese-tipologizálása elvégzésében, de széles látókörű munkásságával megvetette a magyarországi szövegfolklorisztika alapjait és tudományos programjával évtizedekre meghatározta a népköltészeti kutatások irányvonalát. Tudományos szemléletére a legnagyobb hatást a romantikus kultúraszemléletet kiküszöbölő, pozitivista német filológia és művelődéstörténet tudományos módszertana, legfőképp pedig grazi tanárai, a romanista Hugo Schuchardt és a balkanológus-indogermanista Gustav Meyer gyakorolták. Kultúra- és folklórszemléletében Theodor Benfeynek a népmese egyetemességéről alkotott monogenezis-elmélete és Wilhelm Wundt néplélektani iskolája egyaránt érvényesült. Több néprajzi tudományelméleti kérdést tisztázott, 1890-ben megjelent nagy hatású, Ethnographia, ethnologia, folklore című tanulmányában tisztázta és mintegy megfogalmazta e részdiszciplínák tudományos célját és kutatási programját.
Schuchardt hatására pályája elején romanistának indult, a francia alapú kreol nyelvekkel foglalkozott, de tudományos érdeklődése csakhamar a kultúrakutatás, a néprajztudomány, s azon belül is elsősorban a mitológia és a népköltészet felé fordult. Összehasonlító népmesekutatásainak tervezetét 1889-ben fogalmazta meg A népmesékről című tanulmányában. Felismerte, hogy az előző évszázad során felgyűlt európai népmeseszövegek kellő alapot szolgáltatnak egy nemzeti és egy össz-európai szintézishez, a népmesék típusainak és motívumkincsének feltérképezéséhez. Belefogott egy korszerű típuskatalógus kialakításához, de halála megakadályozta a munka befejezését, s végül tanítványa, Berze Nagy János végezte el a magyar népmesék tipologizálását. Ugyancsak Katona érdeme volt az anekdoták folklórjellegének felismerése és a nemzetközi hagyományú ún. vándoranekdoták szüzséinek feltárása. Alapvetése nyomán magyar és külföldi szövegfolkloristák egyaránt az epikus népköltészeti alkotások közé sorolják az anekdotákat napjainkban is.
Élete utolsó évtizedében behatóan foglalkozott irodalomtörténeti kérdésekkel, a korai magyar epikus költészettel és a középkori magyar kódexirodalommal. Korának legfelkészültebb kodikológusai közé tartozott, filológiai és szövegkritikai vizsgálataival számottevően hozzájárult kódexeink keletkezéstörténetének ismeretéhez. Többek között beható vizsgálat alá vette és sajtó alá rendezte a 13–14. századi Gesta Romanorum Haller János fordította (1695) változatát, elemezte Temesvári Pelbárt példabeszédeit, a Jókai-, Festetics-, Virginia-, Bod-, Domonkos-, Teleki-kódexeket, valamint Hrotsvitha von Gandersheim Dulcitius című, a 10. században írt szerelmi történetét. Folklorisztikai érdeklődését filológiai kutatásai során sem szorította háttérbe, a vallásos legenda- és exemplumirodalom, illetve a néphagyomány egyes elemei (anekdoták, hiedelmek, népi imádságok, népszokások stb.) közötti kapcsolódási pontok feltárására törekedett.
Részt vett Az Osztrák–Magyar Monarchia írásban és képben, illetve A Pallas nagy lexikona folklorisztikai, mitológiai fejezetei és szócikkei megírásában. 1891 és 1892 között Jankó Jánossal és Herrmann Antallal együtt az Ethnographia című néprajzi szakfolyóirat, s ugyancsak 1891-től 1893-ig Diner-Dénes Józseffel az Élet című szépirodalmi folyóirat alapító szerkesztője volt. 1893-tól 1895-ig az Élet és a Hazánk munkatársaként dolgozott, 1902–1904 között az Egyetemes Philologiai Közlönyt szerkesztette. Kiterjedt publikációs tevékenységet folytatott a Pesti Naplóban, illetve irodalmi, nyelvészeti stb. szakfolyóiratokban. Cikkei, irodalmi kritikái és tanulmányai időnként Kardos Lajos, Kovács Gergely, Szabó Benedek és Szegény Tamás álnév alatt jelentek meg, német nyelvű publikációit Ludwig Katona néven jegyezte.

## Társasági tagságai és elismerései
Tudományos eredményei elismeréseként 1901-ben a Magyar Tudományos Akadémia levelező tagjává választották, de már 1893-tól tagja volt az MTA nyelvtudományi bizottságának. Tevékenyen részt vett a Magyar Néprajzi Társaság 1889. évi megalapításában, és folyóirata, az Ethnographia 1891. évi elindításában. 1889-től 1892-ig a Magyar Néprajzi Társaság jegyzője, 1896-tól 1906-ig titkára, 1906-tól haláláig alelnöke volt. A Budapesti Filológiai Társaság másodtitkári (1896–1899), majd első titkári (1899–1901) feladatkörét is ellátta. Ezeken kívül 1902-től tagja volt a Società internazionale di Studi francescaninak, 1909-től kültagja a Kisfaludy Társaság Shakespeare-bizottságának.

## Főbb művei
- Völund kovács és rokonai az árja regevilágban: Philologiai értekezés. Esztergom, Laiszky ny., 1884, 157 p.
- Zur Literatur und Charakteristik des magyarischen Folklore. in: Zeitschrift für Vergleichende Literaturgeschichte 1887–1888.
- Ein altdeutscher Schwank in Ungarn. Berlin, Haack, 1889, 9 p.
- A népmesékről. Pécs, 1889
- Moliére otthon és társaságban; Lyceumi Könyvny., Pécs, 1889
- A mesevizsgálat legközelebbi feladatairól. in: Hunfalvy-album. Budapest, 1891.
- Mythologiai irányok és módszerek. in: Ethnographia 1896.
- A magyar mythologia irodalma. in: Ethnographia 1897.
- Az összehasonlító irodalomtörténet feladatai. in: Budapesti Szemle 1900
- Ludwig Katona: Die Budapester Handschrift der Gesta Romanorum; Felber, Berlin, 1900
- Temesvári Pelbárt Stellariuma és a "Scala Coeli"; Athenaeum Ny., Bp., 1900
- A magyar népmese irodalma. in: Ethnographia 1901.
- Temesvári Pelbárt példái. Budapest, 1902. REAL-EOD
- Alexandriai Szent Katalin legendája középkori irodalmunkban. Budapest, 1903. REAL-EOD
- Az Ehrenfeld- és Domonkos codex forrásai; Athenaeum Ny., Bp., 1903
- Szemelvény a Gesta Romanorumból; Haller János fordítása szerint bev. és jegyz., kiad. Katona Lajos; Lampel, Bp., 1903 (Magyar könyvtár)
- A Telexi-codex legendái. Budapest, 1904. REAL-EOD
- A kedd asszonya. in: Ethnographia 1905.
- Barlám és Jozafát legendája és a Bod-kódex egy példája. Budapest, 1905.
- A magyar népköltés. Budapest, 1906.
- Újabb adalékok codexeink forrásaihoz; Athenaeum Ny., Bp., 1906
- Középkori legendák és példák. Budapest, 1907. MEK
- Egy fejezet Petrarca életéből; Szent István Társulat, Bp., 1907 (A Szent-István-Társulat Tudományos és Irodalmi Osztályának felolvasó üléseiből)
- Petrarca. Budapest, Franklin, 1907, 163 p. = Költők és Írók.
- Középkori legendák és példák; vál., jegyz. Katona Lajos; Lampel, Bp., 1907
- Népmesék Heves- és Jász-Nagykun-Szolnok-megyéből; gyűjtötte Berze Nagy János, jegyzetekkel kísérte Katona Lajos; Athenaeum, Bp., 1907 (Magyar népköltési gyűjtemény. Új folyam)
- Régi magyar codexek: Székelyudvarhelyi codex ; Guary codex ; Nádor codex ; Lázár Zelma codex ; Birk codex ; Piry hártya Szerk. Szabó Sámuellel, Budapest, 1908. REAL-EOD
- A magyar elbeszélő költészet a XVI. században. I-II.; Katona Lajos előadásai után jegyezte ifj. Kiss Gyula; s.n., Bp., 1910
- A népköltés a néplélektan tárgykörében. in: Budapesti Szemle 1910.
- Geschichte der ungarischen Literatur. Leipzig–Berlin, 1911. (Szinnyei Ferenccel)
- Katona Lajos irodalmi tanulmányai I–II. Szerk. Császár Elemér. Budapest, Kisfaludy Társaság, 1912. (Első kötet Második kötet)
- Folklór-kalendárium. Szerk. Reisinger János. Budapest, Gondolat, 1982, 477 p.
- A kedd asszonya; Debreceni Alma Mater Alapítvány, Debrecen, 2000 (Főnix téka)

## Emlékezete
- Utcát neveztek el róla Vácott, valamint ugyanott nevét viseli a Katona Lajos Városi Könyvtár
- Egy emléktábla a szülőházán